# Tre’r Ceyri
Tre’r Ceyri (auch Tre’r Ceiri) ist ein Hillfort (von einem Ringwall umschlossene Höhensiedlung) aus der Eisenzeit in Nordwales auf der Kuppe des Berges Yr Eifl. Es befindet sich an der Nordküste der Lleyn-Halbinsel im Westen von Snowdonia, nördlich der Straße zwischen Llanaelhaearn und Llithfaen. Der Name bedeutet „Stadt der Riesen“.
Es liegt in einer Höhe von 485 m und gilt als größte Wallburg aus der Eisenzeit in Nordwesteuropa und eines der besterhaltenen und eindrucksvollsten Hillforts in Britannien. Die etwa 2,5 ha große Anlage ist von einer massiven Trockenmauer umschlossen. Die ursprüngliche Höhe des Walls betrug etwa 4,0 m. Im Inneren befinden sich die Reste von mehr als 150 Hütten. Es wird angenommen, dass die frühsten Teile aus dem letzten Jahrhundert vor der römischen Invasion in Wales im Jahre 78 n. Chr. stammen, obwohl die meisten archäologischen Funde aus der Zeit zwischen 150 und 400 n. Chr. stammen und belegen, dass der Ort während der römischen Besatzung weiterhin genutzt wurde. Archäologische Funde belegen, dass das Hillfort im 4. Jahrhundert aufgegeben wurde. Die Anlage ist von weitgehend intakten Steinmauern umgeben, die an manchen Stellen bis zu 4 Meter hoch sind. Innerhalb der Mauern befinden sich Ruinen von etwa 150 Steinhäusern, die vermutlich Torfdächer hatten.

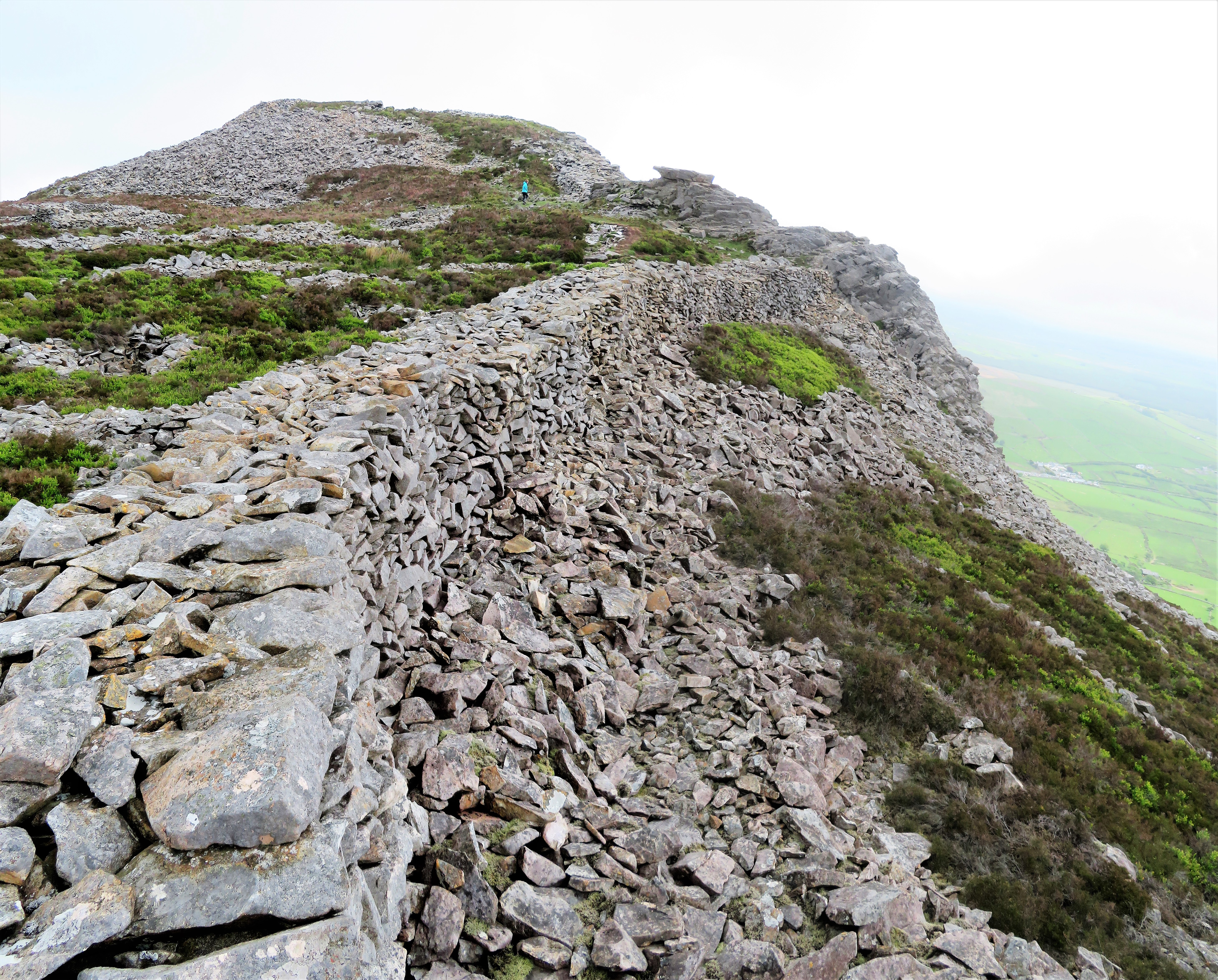
Die Mauern
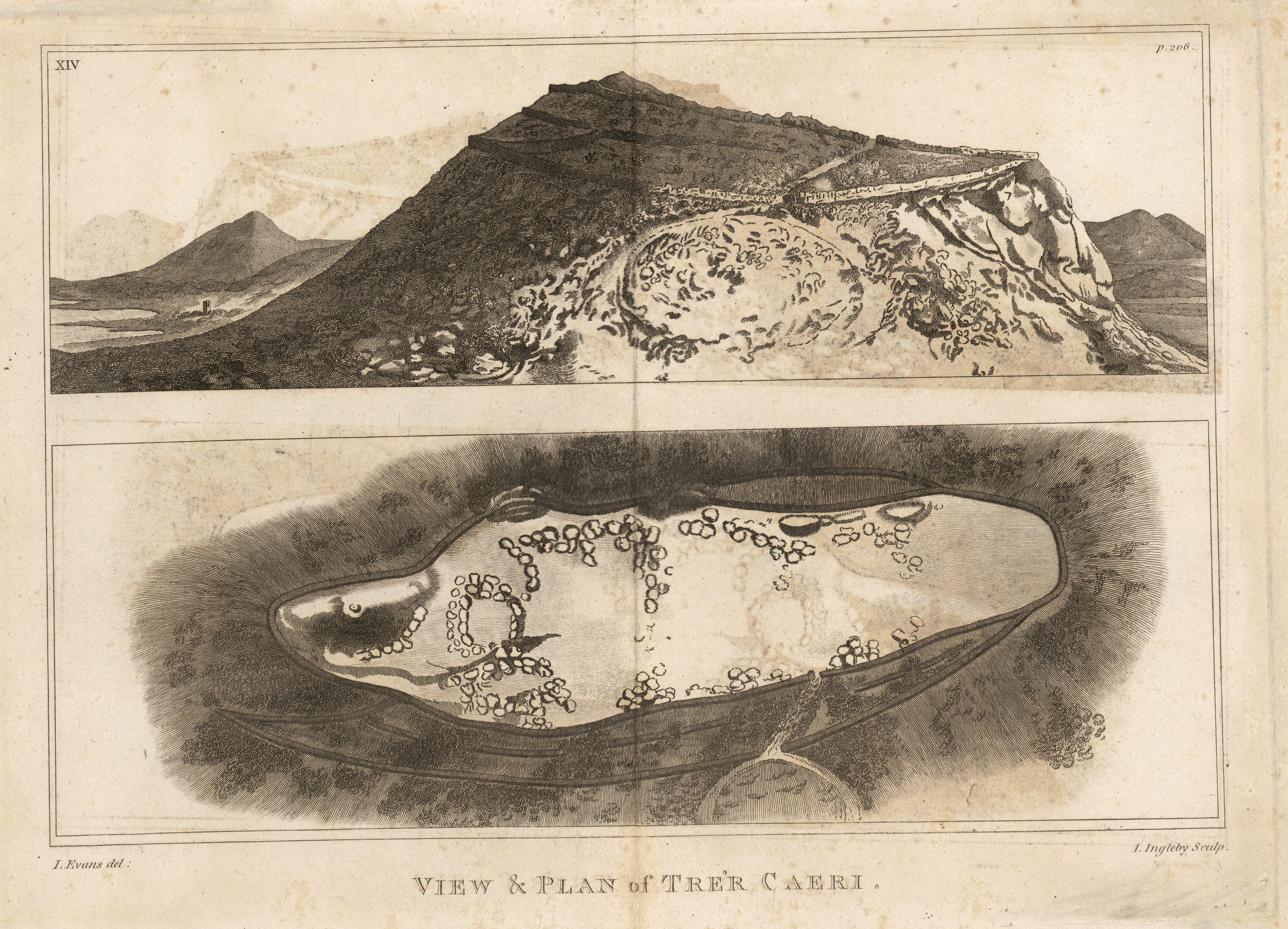
Plan des Hillforts
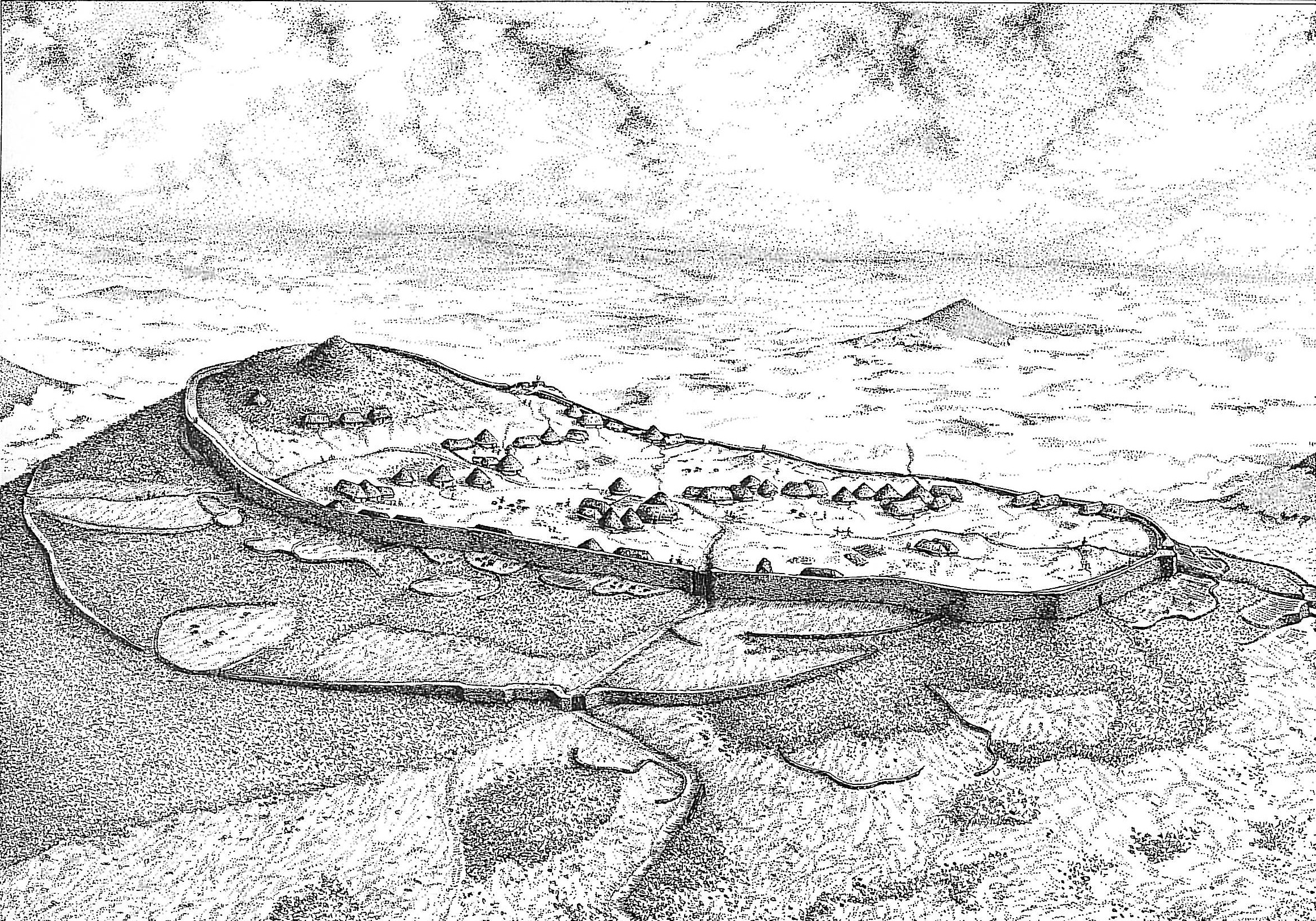
Rekonstruktion
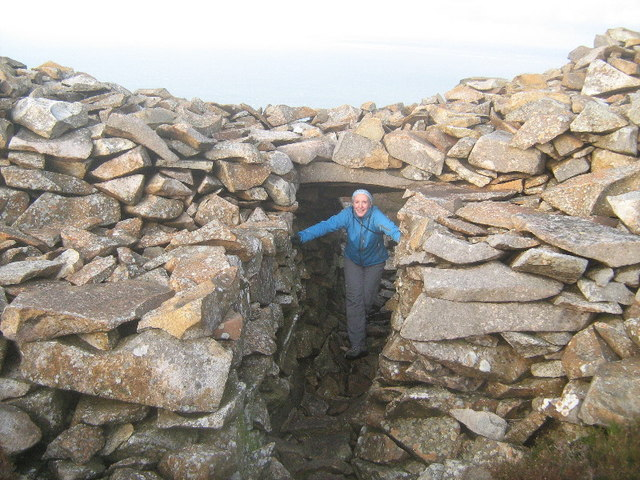
Rückwärtiger Zugang zu Tre’r Ceyri